# Sieniawa Nowa
Sieniawa Nowa (ukr. Нова Синявка) – wieś na Ukrainie w rejonie starosieniawskim należącym do obwodu chmielnickiego.

## Pałac
- pałac miał być wybudowany w stylu neobarokowym. Pomysł nie doczekał się realizacji[1].